# Constantin-Cornel Ionică
Constantin-Cornel Ionică (n. 15 noiembrie 1954, Curtea de Argeș, Argeș, România) este fostul primar al orașului Pitești.